# Gente (canción)
Gente es el tercer sencillo extraído del tercer álbum de El sueño de Morfeo, Cosas que nos hacen sentir bien, en la canción se echa un vistazo al mundo en el que vivimos y a los que lo habitamos.

## Videoclip
El videoclip fue grabado en San Sebastián en el barrio de Intxaurrondo.

## Curiosidades
La canción fue utilizada en un Spot del Seat Ibiza en 2009 para la campaña denominada el tipo del coche de al lado y en el estreno de FoQ (física o química)

## Los 40 principales
| Posición | 35 | 38 | 40 |